# 郊外岭
郊外岭是马来西亚吉隆坡西南部的一处住宅区，邮政编码为58100。郊外岭位于士布爹选区里，经由东西连贯大道和旧巴生路可抵达该住宅区。

## 特点
郊外岭的建筑始于20世纪70年代初，住宅区沿着旧巴生路而设，地点靠近士布爹、班底达南、谷中城和沙叻秀。从这儿前往吉隆坡市中心大约需要10到15分钟的车程。